# Макнилл, Уильям (историк)
Уильям Харди Макнилл (англ. William Hardy McNeill; 31 октября 1917[…], Ванкувер, Британская Колумбия — 8 июля 2016[…], Торрингтон) — американский учёный в области транснациональной истории, почётный профессор Чикагского университета, в котором преподавал с 1947 года. Один из пионеров внедрения политэкономического анализа в мировую военную историографию для её изучения с точки зрения научной оценки военных потенциалов противоборствующих сторон, стадии научно-технического прогресса в военном деле, уровня развития военной техники и вооружения сторон, и других немаловажных вопросов, которые, как правило, упускаются из виду конвенциональными военными историками, склонными анализировать только произошедшие баталии и личности военачальников.

## Биография
Родился в Канаде в семье теолога и педагога Джона Т. Макнилла. Учился в Чикагском университете, где в 1938 году получил степень бакалавра искусств, а в 1939 году — магистра.
В 1941 году вступил добровольцем в армию США. Вначале командовал береговой батареей на острове Кюрасао, затем как офицер, владеющий несколькими языками, был откомандирован в разведку и служил при Югославском королевском дворе в эмиграции в Египте и затем в Греции. Демобилизовался в звании капитана.
В 1947 году защитил докторскую диссертацию в Корнеллском университете и опубликовал книгу о Второй мировой войне и политических событиях в Греции.
В 1985 году избирался президентом Американской исторической ассоциации. Основатель школы культурного диффузионизма. 
Наиболее известная работа Макнила — «Восхождение Запада: история человеческого сообщества» (1963), удостоенная в 1964 году Национальной книжной премии в области истории. Книга исследовала мировую историю с точки зрения воздействия одной цивилизации на другую, и особенно — драматическую роль западной цивилизации в истории мира в течение последних 500 лет. Работа существенно повлияла на историческую теорию, особенно её акцент на взаимодействии культур, в противовес взглядам Шпенглера о дискретных, независимых цивилизациях.
Одна из главных мыслей работ Макнила — уход от старых евроцентристских схем XIX в. и построение мировой историографии.
Имел четверо детей. Совместно с сыном, историком Джоном Р. Макниллом, написал книгу «The Human Web».

## Произведения
- (1947). The Greek Dilemma War And Aftermath. J. B. Lippincott Company, London: Victor Gollancz.
- (1953). America, Britain and Russia: their co-operation and conflict, 1941—1946. London : Oxford University Press.
- Sir Herbert Butterfield, Cho Yun Hsu, & William H. McNeill on Chinese and World History {Рец. Raymond M. Lorantas}
- (1976). Plagues and Peoples[англ.]. Garden City, NY: Anchor Press/Doubleday. ISBN 0-385-12122-9.
  - Макнил У. Эпидемии и народы. — М. : Университет Дмитрия Пожарского, 2021. — 446, [1] с. ISBN 978-5-91244-286-5
- (1989). Arnold J. Toynbee: A Life. Oxford: Oxford University Press. ISBN 0-19-506335-X.
- (2003). The Human Web: A Bird’s-Eye View of World History. New York: W. W. Norton. ISBN 0-393-92568-4 (в соавторстве с Робертом Макнилом)
- Восхождение Запада. История человеческого сообщества. = The Rise of the West: A History of the Human Community. — М., 2004.
- В погоне за мощью. Технология, вооруженная сила и общество в XI—XX веках = The Pursuit of Power: Technology, Armed Force and Society since AD 1000 (Chicago, 1982). — М.: Территория будущего, 2008. Архивировано 24 сентября 2015 года.
- Степной рубеж Европы. 1500—1800 = Europe’s Steppe Frontier: 1500—1800. (1964) / Пер. с англ. Тиграна Ованнисяна. — Ереван: Букинист, 2023.